# Hermann Gruson
Hermann August Jacques Gruson (Magdeburgo, 13 de março de 1821 – Magdeburgo, 30 de janeiro de 1895) foi um engenheiro, inventor e empresário alemão.

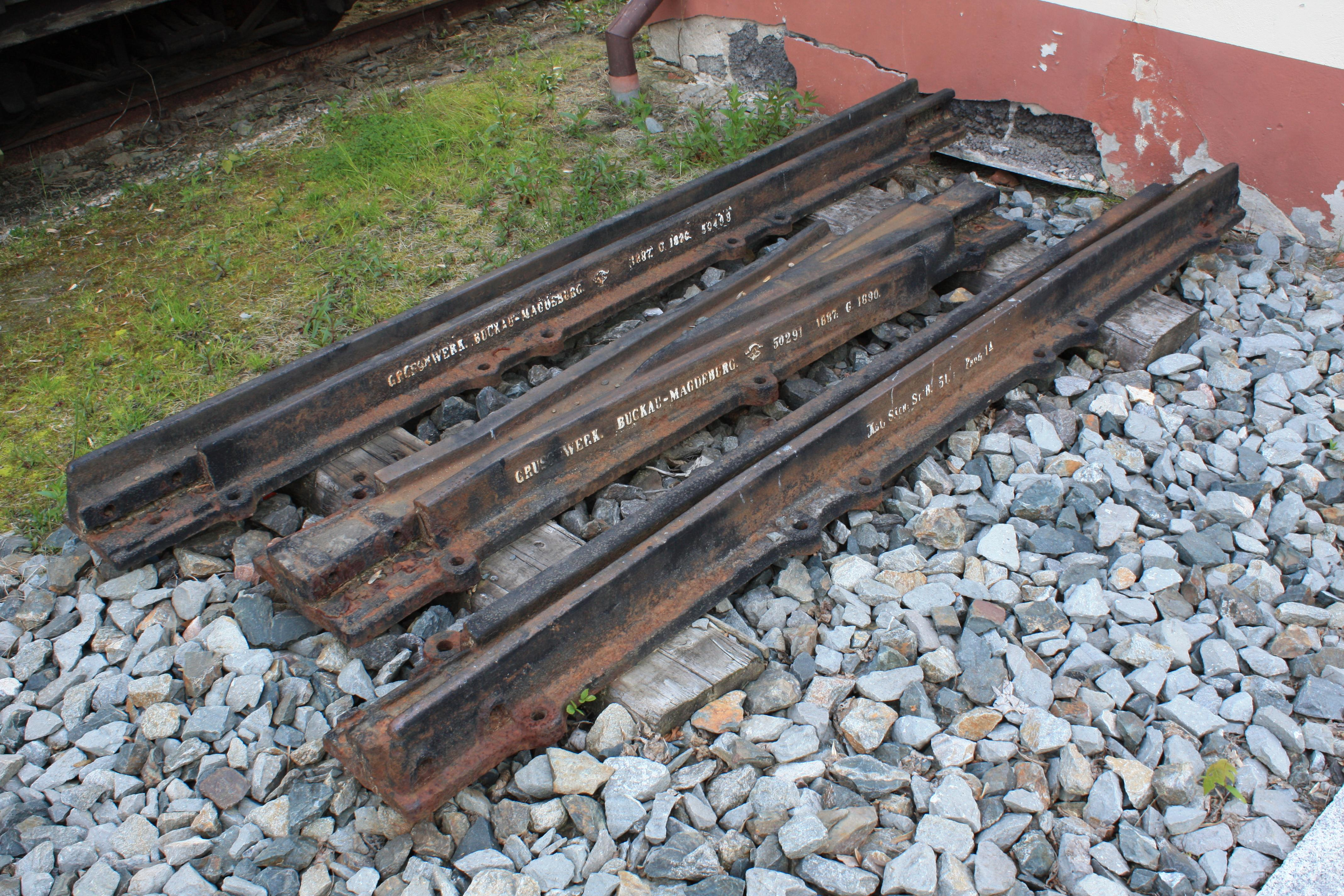
Comutador de trilhos da Grusonwerk Buckau-Magdeburg no Bahnhofsmuseum Rittersgrün

Fundou em 1 de junho de 1855 em Buckau, Magdeburg, a Maschinen-Fabrik und Schiffsbauwerkstatt H. Gruson. Na fóz do Sülze no rio Elba construiu um estaleiro. Parte importante de seus negócios foi uma fundição anexa. Aprimorou a produção de ferro fundido. Estes tiveram grande participação no desenvolvimento da construção e máquinas e ferrovias na Alemanha.

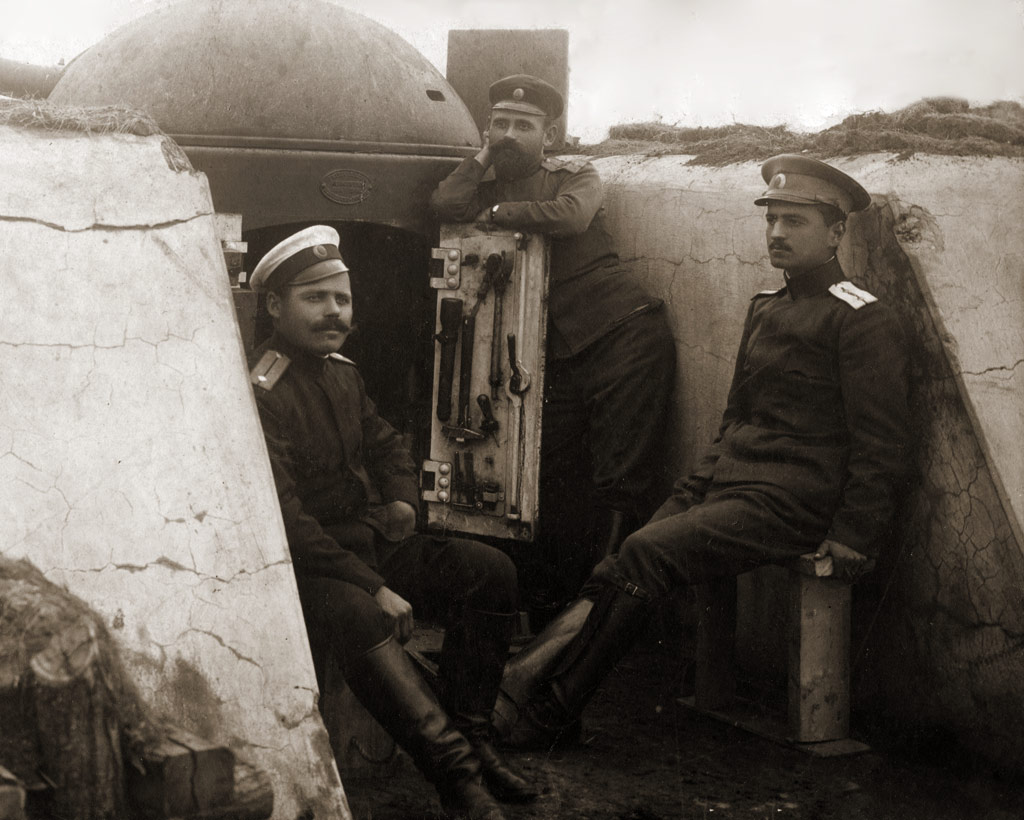
Fahrpanzer Gruson na Bulgária

Recebeu em 1894 a Medalha Grashof da Verein Deutscher Ingenieure.